# Eröffnung (Liturgie)
Mit den Riten zur Eröffnung (lateinisch ritūs initiáles) beginnt die Liturgie vieler Gottesdienste. Sie unterscheiden sich – auch anlassbezogen – in den Einzelheiten, lassen aber eine gemeinsame, historisch gewachsene Grundstruktur der Liturgie erkennen.

## Theologische Bedeutung
Bei der Eröffnung konstituiert sich die liturgische Versammlung, die sich im Namen und in der Gegenwart Christi, ihres Hauptes, zum Gottesdienst zusammenfindet. Sie weiß sich als Ekklesia (altgriechisch ἐκκλησία ekklēsía, wörtlich: ‚die her(aus)gerufene (Versammlung)‘) von Gott berufen und bringt dies zum Ausdruck.

## Entwicklung der Eröffnungsriten im römischen Ritus
Bis etwa zum 5. Jahrhundert begann im römischen Ritus die Vormesse nach dem Einzug und einem stillen Gebet, zu dem die Kleriker sich am Altar niederwarfen, unmittelbar mit den Lesungen. Die Kyrierufe wurden wahrscheinlich ab Ende des 5. Jahrhunderts aus der ostkirchlichen Liturgie übernommen, das Gloria wurde ab dem 4. Jahrhundert an Weihnachten, ab Anfang des 6. Jahrhunderts auch an Sonntagen und Märtyrerfesten gesungen, jedoch bis ins Mittelalter nur in bischöflichen Messen. Die für die römische Liturgie typische Oration (zunächst oratio prima, später collecta genannt) ist seit dem 5. Jahrhundert bezeugt; sie fasst das Gebet der Gemeinde abschließend zusammen. Bei nicht bischöflichen und Hausmessen ist von einer einfacheren Abfolge auszugehen, möglicherweise beginnend mit einer Litanei, die von Kyrierufen abgeschlossen wurde, und einer Oration.
Der sonntägliche Festgottesdienst des Bischofs von Rom im 7./8. Jahrhundert beeinflusste stark die Entwicklung der Liturgie im gesamten römisch-lateinischen Ritus, den Karl der Große dann, um fränkische Elemente weiterentwickelt, zur „Einheitsliturgie“ eines Heiligen römischen Reiches deutscher Nation erklärte. Er begann mit Prozessionen zur Stationskirche, dem Ankleiden des Klerus in der dortigen Sakristei und dem Einzug von Papst und Klerus in die Kirche mit großem Gefolge, mit Leuchtern und Weihrauch, während die mitschreitende Schola den Introitus sang. Vor dem Altar boten zwei Akolythen dem Papst zwei Partikel des in einer früheren Messfeier konsekrierten Brotes, die sancta, zur Verehrung. Der Papst verneigte sich bei Erreichen des Altars, bekreuzigte sich und tauschte mit den ihn begleitenden Klerikern den Friedensgruß. Nach einem stillen Gebet im Knien küsste der Papst das Evangelienbuch und nahm auf der Kathedra Platz. Es folgten Kyrie, Gloria und Oration, danach der Wortgottesdienst.
Die Form der Messfeier in Pfarr- und Klosterkirchen glich sich der päpstlichen Liturgie an. Das levitierte Hochamt mit Bischof oder Priester, Diakon und Subdiakon war bis ins 20. Jahrhundert die Grundform der feierlichen Messe. In der fränkisch geprägten Liturgie des frühen Mittelalters durchschritt der Zelebrant beim Gesang des Introitus im gregorianischen Choral vom Haupteingang aus mit dem Klerus die Kirche in einer Prozession; Bischof und Klerus sprachen gleichzeitig den Psalm 43 (42) mit dem Refrain Introibo ad altare Dei, ad Deum qui laetificat iuventutem meam („Ich will hintreten zum Altare Gottes, zu Gott, der meine Jugend erfreut“, Ps 43,4 ), auf den die Oration Aufer a nobis folgte. Psalm und Oration wurden später mit dem Confiteor zum Stufengebet, das seit dem 14. Jahrhundert mit dem Kreuzzeichen begonnen wurde. War die Prozession am Altar angekommen, wurde das Gloria Patri des Introitus angestimmt. Das Küssen des Evangelienbuchs und der Friedensgruß unter den Klerikern entfielen an dieser Stelle.
Etwa ab dem 13. Jahrhundert, mit den Bettelorden, wurde die fast tägliche „stille“ Messe des einzelnen Priesters häufiger und entwickelte sich als missa lecta zur Grundform, die nach dem Konzil von Trient mit dem Missale Romanum und dem Ritus servandus in celebratione missae Papst Pius’ V. 1570 festgeschrieben wurde; die letzte Editio typica des Missale Romanum erschien 1962. Der vereinfachte Ritus orientierte sich im Ablauf weiterhin an der feierlichen Form, jedoch mussten alle Texte vom Priester selbst gesprochen werden, auch wenn Teile der Liturgie vom Chor oder der Schola gesungen wurden. Der Priester rezitierte jetzt nach dem Stufengebet und dem Altarkuss an der Epistelseite des Altars den Introitus, der auf die Antiphon und einen einzigen Psalmvers reduziert wurde. Kyrie und Gloria sprach er in der Mitte des Altars, dann wandte er sich mit der Akklamation Dominus vobiscum zur Gemeinde und sprach anschließend, zum Altar gewandt, die Orationen: das Tagesgebet und bis zu sechs weitere Orationen, mit denen Feste oder Gebetsanliegen kommemoriert wurden.
Mit der Eröffnung begann in dieser bis zum Zweiten Vatikanischen Konzil gültigen Liturgie die Vormesse. In der Liturgiereform des Konzils, beschlossen in der Konstitution Sacrosanctum concilium, wurde die Missa cum populo („Gemeindemesse“) ab 1970 zur Grundform der Messfeier des römischen Ritus. Hier werden die Eröffnungsriten als eigenständiger Teil der Messfeier betrachtet, der der „Liturgie des Wortes“ vorangeht. Das Stufengebet entfiel und ging in einem Schuldbekenntnis der ganzen Gemeinde auf, neu entstand der liturgische Gruß an die Gemeinde und eine Einführung in die Liturgie des Tages. Die Eröffnung jeder Messfeier durch ein laut vom Zelebranten gesprochenes Kreuzzeichen, für das es keine liturgische Tradition gibt, geht auf einen ausdrücklichen Wunsch von Papst Paul VI. zurück.
Gehen der heiligen Messe andere Gottesdienste vorauf, entfallen Teile des Eingangsritus. Am Palmsonntag etwa schließt sich an die Palmweihe und Palmprozession in der Kirche unmittelbar das Tagesgebet der heiligen Messe an, in der Osternacht folgt das Gloria ohne voraufgegangenes Schuldbekenntnis und ohne Kyrie direkt auf den Lesegottesdienst. „Wenn die Laudes, im Chor oder in Gemeinschaft gefeiert, der Messe unmittelbar vorangehen, kann man mit dem Eröffnungsvers und dem Hymnus der Laudes beginnen – so eher an Wochentagen – oder mit dem Gesang des Eröffnungsverses der Messe und dem Einzug und Gruß des Zelebranten – so eher an Festtagen. Bei beiden Möglichkeiten entfallen die übrigen Elemente des Eröffnungsritus. Dann folgt die Psalmodie der Laudes in gewohnter Weise bis zur Kurzlesung ausschließlich. Das Allgemeine Schuldbekenntnis der Messe entfällt; gegebenenfalls auch das Kyrie. Dann folgt je nach den Rubriken das Gloria, und der Zelebrant trägt das Tagesgebet der Messe vor. Dann folgt der Wortgottesdienst in gewohnter Weise.“

## Eröffnung im evangelischen Gottesdienst
Die Abläufe zu Beginn eines Gottesdienstes sind in den Agenden der verschiedenen evangelischen Landeskirchen oder sogar regional und örtlich verschieden. Meist sind die Grundzüge der altkirchlichen Eröffnungsriten zu erkennen, doch sind anlassbezogene oder örtlich übliche Variationen verbreitet. Der altchristliche Introitus ist in den meisten Agenden als Beten eines ganzen Psalms erhalten, das Incipit des gregorianischen Introitus bestimmt bis heute den Namen von Sonntagen wie Laetare oder Quasimodogeniti.

## Eingangsriten im byzantinischen Ritus
Im ostkirchlichen Ritus folgten auf Einzug und Eröffnungsgruß anfangs sofort die Lesungen. Etwa ab dem 8. Jahrhundert entfaltete sich der byzantinische Ritus in reichhaltiger Form. Der Gottesdienst beginnt seitdem mit der Proskomidie (‚Darbringung‘, von griech. προσκομίζω proskomízō ‚herbeibringen‘): Der Vorsteher der Liturgie spricht persönliche Vorbereitungsgebete, kleidet sich unter Gebet an und bereitet mit dem Diakon an einem Tisch außerhalb des Altarraums die Opfergaben vor, während in der Kirche die Terz und die Sext gebetet werden. Aus dem einfachen Einzugsritus entwickelte sich der nun folgende Eröffnungsritus des Wortgottesdienstes, auch „Liturgie der Katechumenen“, weil an ihm auch ungetaufte Taufbewerber teilnehmen können. Zum Eröffnungsritus gehören die Segensbitte des Diakons, ein trinitarischer Gebetsruf des Zelebranten und drei Litaneien („Ektenien“), jeweils mit Antiphon und Oration. Der „kleine Einzug“ leitet von der Eröffnung über zum Lesegottesdienst: Das Evangelienbuch wird zum Ambo vor der Ikonostase getragen und dann beim Gesang des Hymnus Trisagion in feierlicher Prozession vom Klerus durch die mittlere Tür der Ikonostase, die „Königstür“, zum Altar.

## Struktur der Eröffnungsriten
| Römischer Ritus (Missa lecta, bis 1962) | Römischer Ritus (Missa cum populo, ab 1970)                              | Evangelisch Ev. Gottesdienstbuch (1999), Grundform I              | Byzantinischer Ritus                                                                                            |
| Vorbereitungsgebete des Priesters (Praeparatio ad Missam oder Akzess): Wohnung, Kirche oder Sakristei Ankleiden mit Ankleidegebeten (Sakristei) |                                                                          |                                                                   | Vorbereitungsgebete des Priesters und Diakons (vor der verschlossenen Königstür) Ankleiden (Sakristei)          |
| |                                                                          |                                                                   | Proskomidie (Vorbereiten der Gaben am Rüsttisch seitlich vom Altar) In der Kirche: Terz und Sext werden gebetet |
| Asperges (an Sonntagen) |                                                                          |                                                                   | |
| |                                                                          | Glockengeläut                                                     | |
| Einzug ggf. Introitus einschl. Gloria Patri (Choralschola)                                                                                      | Einzug Gesang (Gemeindelied, Chorgesang oder Introitus)                  | Musik zum Eingang (Orgel) Regional: Einzug der Liturgen           | |
| Stufengebet mit Kreuzzeichen, Psalm 43 und Confiteor                                                                                            |                                                                          |                                                                   | Segensbitte des Diakons, trinitarischer Gebetsruf                                                               |
| Begrüßung des Altars (Altarkuss, ggf. Inzens)                                                                                                   | Begrüßung des Altars (Altarkuss, ggf. Inzens)                            |                                                                   | |
| | Kreuzzeichen Liturgischer Gruß ggf. Einführung, ggf. mit Einführungsvers | Votum und Gruß                                                    | |
| | Allgemeines Schuldbekenntnis oder Taufgedächtnis                         | Vorbereitungsgebet                                                | |
| Introitus (Zelebrant) |                                                                          | Lied und/oder Psalm, Ehre sei dem Vater                           | Drei Antiphonen (Psalmen, Neues Testament) Große Ektenie (Litanei), zwei kleine Ektenien                        |
| Kyrie eleison | Kyrie                                                                    | Kyrie, auch mit Vorspruch oder Bußgebet                           | |
| ggf. Gloria | ggf. Gloria                                                              | ggf. Ehre sei Gott häufig als Lied Allein Gott in der Höh sei Ehr | |
| Kirchengebet ggf. weitere Orationen („Kommemorationen“)                                                                                         | Tagesgebet                                                               | Tagesgebet                                                        | |
| Es folgt: Epistel | Es folgt: Erste Lesung                                                   | Es folgt: Schriftlesungen                                         | Es folgt: Kleiner Einzug mit dem Evangelium Troparien, Vortrag von Lesung und Evangelium                        |